# Эффект Караша
Эффект Караша (эффект Хараша, перекисный эффект) — обращение региоселективности при присоединении галогеноводородов к алкенам в присутствии кислорода или перекисей. Данный эффект, впервые описанный М. Карашем и Ф. Майо в 1933 году, заключается в образовании аномального продукта, формально не соответствующего правилу Марковникова. Это связывают с изменением механизма реакции, которая в данном случае протекает не как электрофильное присоединение, а как радикальное присоединение.

## Механизм
Присоединение галогеноводородов к несимметричным алкенам в присутствии перекиси протекает по радикальному механизму. На стадии инициирования радикал R, полученный в результате разложения пероксидного катализатора, отщепляет от галогеноводорода атом водорода с образованием атома галогена, который на второй стадии присоединяется к двойной С=С-связи с образованием двух изомерных алкильных радикалов. Преобладающим является более замещённый, более устойчивый радикал, который затем реагирует с галогеноводородом, давая продукт — алкилгалогенид и атом галогена, продолжающий цепную радикальную реакцию.
Реакция катализируется пероксидами, однако их добавление извне необязательно, поскольку в присутствии кислорода алкены могут сами окисляться с образованием перекисей. Наряду с радикальной реакцией происходит также классическое электрофильное присоединение, однако радикальная реакция имеет гораздо более высокую скорость, за счёт чего аномальный продукт образуется в преобладающем количестве.
Считается, что данный эффект характерен исключительно для бромоводорода HBr и не наблюдается в случае других галогеноводородов (HF, HCl и HI) за счёт того, что молекулы HF и HCl слишком прочны для гомолитического разрыва, а молекула HI,хотя и имеет более низкую энергию связи, но образующийся атом йода недостаточно реакционноспособен и не может развить цепную реакцию. Тем не менее, известны примеры, когда HCl также реагирует с алкенами с образованием продуктов, не согласующихся с правилом Марковникова. Однако, такие примеры не очень распространены, и в общем случае при использовании HCl скорости электрофильного и радикального присоединения сопоставимы, что приводит к смеси продуктов. Радикальное присоединение HCl к алкенам также может осложняться образованием олигомеров за счёт реакции алкильных радикалов с молекулами алкена.

## Стереохимия присоединения
Реакции радикального присоединения галогеноводородов к алкенам протекают как анти-присоединение, что объясняется образованием циклического бромониевого радикала, раскрытие которого происходит «с тыла». При повышении температуры селективность снижается, поскольку становится возможным вращение С-С-связи в промежуточном алкильном радикале. Для циклоалканов, в молекулах которых такое вращение невозможно, наблюдается образование только транс-продуктов.